# Bank EEK
Die Bank EEK AG ist eine Schweizer Regionalbank mit Sitz in Bern. Sie wurde 1821 als Einwohnerersparniskasse für den Amtsbezirk Bern in Form einer Genossenschaft gegründet und 1996 in eine Aktiengesellschaft umgewandelt. Gleichzeitig mit der Rechtsformänderung gab sich die Bank eine Konzernstruktur, in der die frühere Einwohner-Ersparniskasse Bern in Genossenschaft EEK Beteiligungen umbenannt wurde und seither als Holdinggesellschaft der Tochtergesellschaften Bank EEK AG und EEK Immobilien AG dient.

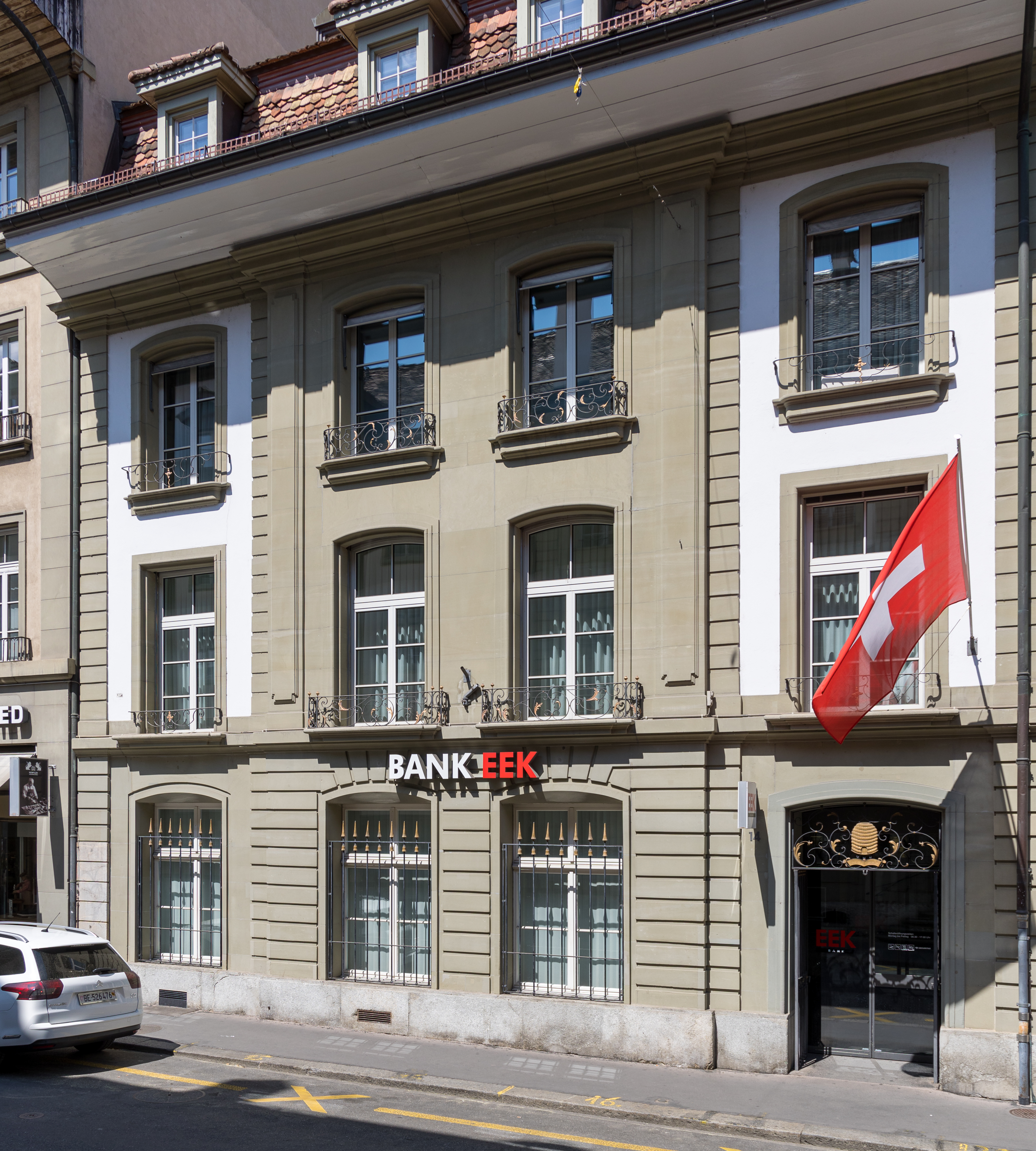
Bank EEK in der Amthausgasse 14 in Bern

Das Tätigkeitsgebiet der Bank EEK liegt im Retail Banking, im Hypothekargeschäft, im Private Banking und im Bankgeschäft mit kleinen und mittleren Unternehmen. Die Bank EEK beschäftigt 47 Mitarbeitende und hatte per Ende 2024 eine Bilanzsumme von gut 1,94 Milliarden Schweizer Franken.